# Apionichthys
Apionichthys es un género de peces de la familia Achiridae, del orden Pleuronectiformes. Este género marino fue descrito por primera vez en 1858 por Johann Jakob Kaup.

## Especies
Especies reconocidas del género:
- Apionichthys dumerili Kaup, 1858
- Apionichthys finis (C. H. Eigenmann, 1912)
- Apionichthys menezesi R. T. C. Ramos, 2003
- Apionichthys nattereri (Steindachner, 1876)
- Apionichthys rosai R. T. C. Ramos, 2003
- Apionichthys sauli R. T. C. Ramos, 2003
- Apionichthys seripierriae R. T. C. Ramos, 2003